# Bothrogonia sclerotica
Bothrogonia sclerotica är en insektsart som beskrevs av Young 1986. Bothrogonia sclerotica ingår i släktet Bothrogonia och familjen dvärgstritar. Inga underarter finns listade i Catalogue of Life.